# Interstate 45
I-45 eller Interstate 45 är en amerikansk väg, Interstate Highway, i Texas. Den är huvudvägen mellan städerna Houston och Dallas